# Méthylpropénal
La méthacroléine, également appelée méthacrylaldéhyde ou méthylpropénal, est le composé chimique de formule semi-développée H2C=C(CHO)–CH3. Il s'agit d'un aldéhyde alcénique qui se présente sous la forme d'un liquide incolore inflammable et qui intervient dans les procédés industriels de production de polymères et de résines synthétiques.
C'est un produit très irritant, notamment pour les yeux et l'appareil respiratoire, qu'on trouve notamment dans les fumées de cigarettes.

## Article lié
- Acroléine